# Irgen Gioro
Irgen Gioro (mandschu.: ᡳᡵᡤᡝᠨ
ᡤᡳᠣᡵᠣ; chinesisch 伊爾根覺羅氏, Pinyin yīěrgēn Juéluó zhi) ist der Name eines Clans der Mandschu, ein adliger Familienzweig des Herrscherhauses Gioro und damit einer der acht großen Clans. Auch bei Xibe und Nanai gibt es Irgen Gioro als Familienname.
Die Herkunft der Irgen Gioro ist bislang nicht abschließend geklärt. Eine Legende erzählt, dass die Vorfahren der Irgen Gioro die chinesischen Kaiser Huizong, Qinzong und weitere Mitglieder der kaiserlichen Familie der Song-Dynastie gewesen seien, die von den Jurchen beim Jingkang-Vorfall in den Jin–Song-Kriegen gekidnappt wurden. Zu Beginn der Qing-Dynastie verfügte der Clan der Irgen Gioro über 340 Haushalte mit 352 Mitgliedern. Sie waren vor allem in den Siedlungen Musi, Yehe, Jamuhu, Singgan, Sarkū, Hunehe, Yarhū, Ula, Sunggari Ula, Akuri, Fe ala und Hada ansässig. Der Clan war in so genannte Mukūn (ᠮᡠᡴᡡᠨ =Familienzweig) aufgeteilt und war Träger vieler erblicher Adelstitel in der Qing-Dynastie. Dazu gehörten zum Beispiel „Aljin“ Aljin, Ašan von Musi mukūn (~ Baron); „Viscount“ Tulusi, „Baron“ Fiyanggu von Yehe mukūn; „Baron“ Gagai von Sarkū mukūn und andere. Unter diesen Familien galt Musi mukūn als die einflussreichste, weil sie die wichtigsten Beiträge zur Errichtung der Qing-Dynastie geleistet hatte. Zusätzlich gab es 40 erbliche Herrentitel als Heerführer (ᠨᡳᡵᡠ
ᠵᠠᠩᡤᡳᠨ, niru janggin) in den Acht Bannern.
Gelegentlich änderte sich auch der Familienname, wenn Mitglieder des Clans sich an bestimmten Orten ansiedelten: Bayara, Monggero, Donggo, Laibu, Siburu und Jamuhu Gioro waren Teil der Irgen Gioro, die nach Ortsnamen benannt wurden. Im Verlauf der Sinisierung der Mandschu in der Qing-Dynastie nahmen die meisten Irgen Gioro die chinesischen Familiennamen Zhao (赵) an. In Chinesischer Sicht und aufgrund der Tradition war dieser Name mit Irgen Gioro identisch. Weitere Namen die angenommen wurden und als Synonym gelten sind Tong, Gu, Yi, Sa, Gong, Zhao (兆), Cao, Bao, Zhe, Xi, Yu, Ge, Ma, Gao, Hu, Bai und Chen.

## Verbreitung
Die Familie hatte folgende Familienzweige (Mukūn):
Musi Mukūn, Yehe, Jamuhu, Singgan, Sarkū, Hunehe, Yarhū, Ula, Sunggari Ula, Akuri, Fe Ala, Hada und weitere.

## Persönlichkeiten
Frauen am Kaiserhof
- Dame Irgen Gioro: Nurhaci „Seitenkammer“-Ehefrau, Mutter von Abatai und einer Prinzessin
- Dame Irgen Gioro: Nurhaci „Hauptfrau“ (Ordinary Consort), Mutter von Babutai, General Babuhai und drei Prinzessinnen
- Dame Irgen Gioro: Nurhaci „Hauptfrau“, Mutter einer Prinzessin
- Dame Irgen Gioro: Hong Taiji „Hauptfrau“, Mutter von Cangšu
  - Edle Gattin Xun: Qianlong Königin
  - Imperiale Konkubine Rong: Xianfeng Konkubine
  - Kammerfrau Ping: Xianfengs Kammerfrau

Minister, Generäle und Beamte
- Musi mukūn
  - Altasi, angeheirateter Cousin von Nurhaci und Unterstützer
  - Ašan, Altasis Sohn, „Baron“
  - Aljin, Ašans Cousin, „Viscount“
- Yehe mukūn
  - Tulusi, „Viscount“
  - Fiyangu, „Baron“
- Ula mukūn
  - Gunacan
  - Jinšun, General von Ili am Beginn der Regierungszeit von Guangxu, erwarb den Kriegertitel „Tulgeci Baturu“

Weitere
- Gahašan Hasihu aus Jamuhu, Schwägerin von Nurhaci
- Gagai aus Hunehe, einer der Erfinder des Mandschu-Alphabets
- Furata vom Changbai Mountain, Vizekönig von Liangjiang zur Zeit von Kaiser Kangxi
- Fusengge, Prinzessinnen-Gatte, Schwiegersohn von Prinz Yinxiang